# クブ族
クブ族（Kubu）はスマトラ島南部、インドネシアのパレンバン地方ブキットバリサンの丘陵地帯に居住している先住民族。「クブ」はマレー人による蔑称でもあるため、一部ではこの名を好まない者もいる。1988年に行った調査ではほとんどのクブ族は森の奥深くのジャングルに居住しており、人口は約2700人であった。森林居住地において枝や葉の一時的な避難所を構築し、それらを点々とする独特な遊牧民生活を営んでいたが、20世紀に入って定住化した。漁撈や狩猟を主としており、木々から生成した毒槍を用いて魚を捕る他、動物に応じた様々なトラップを開発することを得意としている。
機動力的な理由からクブ族はディパティ（首長）をリーダーとする小グループ（マルガ）に分散して生活しており、年功序列文化を保持している。周囲の民族との交流はほとんどなく、わずかにミナンカバウ族と交流がある程度である。
クブ族の伝統文化は1898年の石油発見とスマトラ島での森林伐採などにより絶滅の脅威にさらされている。インドネシア政府は積極的な対策を講じようと努力しているが、クブ族の居住地域は現在も縮小しつつある。